# Sayalonga
Sayalonga ist eine Gemeinde (municipio) mit 1.646 Einwohnern (Stand: 2024) in der Provinz Málaga in der Autonomen Region Andalusien im Süden Spaniens. 

## Geographie
Die Gemeinde liegt etwa 38 Kilometer von der Hauptstadt Málaga und 12 Kilometer von Vélez-Málaga entfernt. Der Ort grenzt an Algarrobo, Árchez, Arenas, Canillas de Albaida, Cómpeta, Torrox und Vélez-Málaga. 

## Geschichte
Der Ort geht auf die maurische Zeit von Al-Andalus zurück. Im Jahr 1867 wurden neue Gemeindeeinheiten gebildet, wobei das Dorf Corumbela Teil der Gemeinde Sayalonga wurde. 1884 wurde der Ort bei einem Erdbeben beschädigt.

## Bevölkerungsentwicklung
| 1842 | 1900  | 1950  | 1980  | 1990  | 2000  | 2010  | 2020  |
| ---- | ----- | ----- | ----- | ----- | ----- | ----- | ----- |
| 884  | 1.241 | 1.635 | 1.042 | 1.062 | 1.274 | 1.477 | 1.573 |

## Sehenswürdigkeiten
- Kirche Iglesia de Santa Catalina
- Kapelle Ermita de San Cayetano